# World Central Kitchen
World Central Kitchen (WCK) je nevládní nezisková organizace, která se věnuje poskytování potravin na místech přírodních nebo válečných katastrof. Tato organizace, založená v roce 2010 šéfkuchařem José Andrésem, připravovala jídlo např. po zemětřesení na Haiti v roce 2010. V roce 2022 je aktivní na Ukrajině. Jejím cílem je být na zasažených místech co nejdříve a poté spolupracovat s místními kuchaři na řešení situace.
Na jaře 2024 organizace pracovala v Pásmu Gazy, během války Izraele s Hamásem. Dne 1. dubna 2024 Izrael zasáhl konvoj jejích vozidel při leteckém úderu, což způsobilo smrt sedmi pracovníků. Jeli přitom v autech označených logem organizace a jejich pohyb byl koordinován s izraelskou armádou. Auta byla zasažena, když opouštěla sklad v Dajr al-Balah, kde pracovníci vyložili více než 100 tun potravinové pomoci dopravené do Pásma Gazy po moři. Organizace pak v pásmu pozastavila svou činnost.
Od svého založení pracovala organizace např. v Nikaragui, Dominikánské republice, na Bahamách, na Kubě, v Peru, Spojených státech, Zambii, Ugandě nebo Kambodži.

## Ocenění
- Za svou práci s WCK získal José Andrés v roce 2018 Cenu nadace Jamese Bearda.[7]
- Časopis Time ho v roce 2018 zařadil mezi 100 nejvlivnějších lidí světa.[8]
- V roce 2021 získal Andrés za práci WCK Cenu kněžny asturské.[9]
- Téhož roku ji Cenou za odvahu (Courage and Civility Award) a 100 miliony dolarů (2,5 mld. Kč) ocenil zakladatel portálu Amazon Jeff Bezos.[10] Část těchto peněz věnuje Andrés na pomoc Ukrajincům v době ruské invaze.[11]